# Hengyang
Hengyang é uma cidade da província de Hunan, na China. Localiza-se no sudeste do país, nas margens do rio Xiang. Tem 7,3 milhões de habitantes (2019).  É uma cidade muito antiga, sendo centro administrativo desde o século VI. Designou-se Hengchow ou Hengzhou até 1912.